# 熊本市議会
熊本市議会（くまもとしぎかい）は、熊本県の県庁所在地・政令指定都市である熊本市の議会。

## 概要
- 定数：48人
- 任期：2019年5月1日 - 2023年4月30日[1]
- 選挙区：各行政区を選挙区とする中選挙区制（単記非移譲式）
- 議長：原亨（自由民主党熊本市議団）
- 副議長：園川良二（公明党熊本市議団）

## 会派
| 会派名               | 議席数 | 党派                                  | 議員名（◎は団長） | 女性議員数 | 女性議員の比率(％) |
| -------------------- | ------ | ------------------------------------- | --- | ---------- | ------------------ |
| 自由民主党熊本市議団 | 14     | 自由民主党                            | ◎坂田誠二、三島良之、原亨、大石浩文、倉重徹、寺本義勝、小佐井賀瑞宜、日隈忍、田島幸治、齊藤博、荒川慎太郎、古川智子                                           | 1          | 7.14               |
| 熊本自由民主党市議団 | 13     | 自由民主党                            | ◎澤田昌作、満永寿博、原口亮志、藤山英美、紫垣正仁、髙本一臣、津田征士郎、落水清弘、田中誠一、田尻善裕、田中敦朗、大嶌澄雄、光永邦保、平江透、山本浩之、北川哉 | 0          | 0                  |
| 公明党熊本市議団     | 7      | 公明党                                | ◎井本正広、藤永弘、浜田大介、三森至加、園川良二、高瀬千鶴子、伊藤和仁、吉田健一                                                                               | 2          | 28.57              |
| 市民連合             | 7      | 立憲民主党3・社会民主党3・国民民主党1 | ◎西岡誠也、村上博、福永洋一、田上辰也、上田芳裕、山内勝志、吉村健治、島津哲也                                                                                 | 0          | 0                  |
| 日本共産党熊本市議団 | 2      | 日本共産党                            | ◎上野美恵子、那須円 | 1          | 50                 |
| 参政党熊本市議団     | 2      | 参政党                                | | 2          | 100                |
| 無所属議員           | 1      | 日本維新の会                          | 白河部貞志、緒方夕佳 | 0          | 0                  |
| 無所属議員           | 2      | 無所属                                | | 0          | 0                  |
| 計                   | 48     |                                       | | 6          | 12.5               |

## 議員報酬等
| 役職   | 報酬            | 政務活動費  |
| ------ | --------------- | ----------- |
| 議長   | 月額 82万2000円 | 月額 20万円 |
| 副議長 | 月額 74万8000円 | 月額 20万円 |
| 議員   | 月額 67万8000円 | 月額 20万円 |

※別途、年2回期末手当あり

## 選挙区・定数
熊本市議会の選挙制度は、2015年の選挙から各行政区を選挙区とする中選挙区制（単記非移譲式）である。
| 選挙区 | 定数 |
| ------ | ---- |
| 中央区 | 11   |
| 東区   | 13   |
| 西区   | 6    |
| 南区   | 8    |
| 北区   | 5    |
| 計     | 48   |

## 歴代議長
特記なき場合は「歴代議長一覧」による。
| 代 | 氏名       | 就任             | 退任             | 備考 |
| -- | ---------- | ---------------- | ---------------- | ---- |
| 初 | 有馬源内   | 明治22年4月26日  | 明治24年1月21日  |      |
| 2  | 興津景章   | 明治24年1月22日  | 明治28年5月13日  |      |
| 3  | 河原惟親   | 明治28年5月14日  | 明治31年5月22日  |      |
| 4  | 吉永為己   | 明治31年5月23日  | 明治36年2月5日   |      |
| 5  | 山田珠一   | 明治36年2月6日   | 明治37年4月30日  |      |
| 6  | 吉永為己   | 明治37年5月27日  | 大正2年4月30日   |      |
| 7  | 林千八     | 大正2年5月10日   | 大正6年4月30日   |      |
| 8  | 山隈康     | 大正6年5月15日   | 大正10年9月30日  |      |
| 9  | 迫源次郎   | 大正10年10月14日 | 大正14年9月30日  |      |
| 10 | 山隈康     | 大正14年10月12日 | 昭和9年5月7日    |      |
| 11 | 平野龍起   | 昭和9年5月6日    | 昭和17年6月14日  |      |
| 12 | 佐藤真佐男 | 昭和17年7月23日  | 昭和22年4月29日  |      |
| 13 | 佐藤真佐男 | 昭和22月6月9日   | 昭和23年4月7日   |      |
| 14 | 大塚勇次郎 | 昭和23月6月5日   | 昭和26年4月29日  |      |
| 15 | 大塚勇次郎 | 昭和26年5月15日  | 昭和30年4月30日  |      |
| 16 | 兼坂安次   | 昭和30年5月21日  | 昭和34年4月8日   |      |
| 17 | 打出信行   | 昭和34年6月12日  | 昭和36年3月24日  |      |
| 18 | 寸坂幸夫   | 昭和36年3月26日  | 昭和38年4月30日  |      |
| 19 | 阿部次郎   | 昭和38年5月18日  | 昭和40年3月18日  |      |
| 20 | 井上常八   | 昭和40年3月18日  | 昭和40年12月7日  |      |
| 21 | 石井辰雄   | 昭和41年7月4日   | 昭和42年4月30日  |      |
| 22 | 阿部次郎   | 昭和42年5月20日  | 昭和43年7月3日   |      |
| 23 | 坂梨日露   | 昭和43年7月13日  | 昭和45年12月4日  |      |
| 24 | 黒田弥一郎 | 昭和45年12月4日  | 昭和46年4月30日  |      |
| 25 | 落水清     | 昭和46年5月20日  | 昭和48年6月6日   |      |
| 26 | 古川国雄   | 昭和48年6月6日   | 昭和50年4月30日  |      |
| 27 | 紫垣正良   | 昭和50年5月16日  | 昭和52年6月4日   |      |
| 28 | 上田堅太   | 昭和52年6月4日   | 昭和54年4月30日  |      |
| 29 | 島永慶孝   | 昭和54年5月14日  | 昭和56年12月8日  |      |
| 30 | 藤山増美   | 昭和56年12月8日  | 昭和58年4月30日  |      |
| 31 | 宮原光男   | 昭和58年5月18日  | 昭和60年9月6日   |      |
| 32 | 大石文夫   | 昭和60年9月6日   | 昭和61年12月15日 |      |
| 33 | 内田幸吉   | 昭和61年12月15日 | 昭和62年4月3日   |      |
| 34 | 西村建治   | 昭和62年5月22日  | 昭和63年12月16日 |      |
| 35 | 村上春生   | 昭和63年12月16日 | 平成2年3月26日   |      |
| 36 | 矢野昭三   | 平成2年3月26日   | 平成3年4月30日   |      |
| 37 | 嶋田幾雄   | 平成3年5月17日   | 平成5年12月3日   |      |
| 38 | 中村徳生   | 平成5年12月3日   | 平成7年4月30日   |      |
| 39 | 荒木哲美   | 平成7年5月19日   | 平成9年3月27日   |      |
| 40 | 主海偉佐雄 | 平成9年3月27日   | 平成11年4月30日  |      |
| 41 | 江藤正行   | 平成11年5月21日  | 平成13年6月8日   |      |
| 42 | 白石正     | 平成13年6月8日   | 平成14年6月18日  |      |
| 43 | 宮原政一   | 平成14年6月18日  | 平成15年4月30日  |      |
| 44 | 落水清弘   | 平成15年5月23日  | 平成16年9月7日   |      |
| 45 | 古川泰三   | 平成16年9月7日   | 平成17年12月20日 |      |
| 46 | 税所史熙   | 平成17年12月20日 | 平成19年4月30日  |      |
| 47 | 牛嶋弘     | 平成19年5月24日  | 平成20年12月22日 |      |
| 48 | 竹原孝昭   | 平成20年12月22日 | 平成22年3月2日   |      |
| 49 | 坂田誠二   | 平成22年3月2日   | 平成23年4月30日  |      |
| 50 | 津田征士郎 | 平成23年5月23日  | 平成25年3月26日  |      |
| 51 | 齊藤聰     | 平成25年3月26日  | 平成26年3月24日  |      |
| 52 | 三島良之   | 平成26年3月24日  | 平成27年4月30日  |      |
| 53 | 満永寿博   | 平成27年5月13日  | 平成28年3月24日  |      |
| 54 | 澤田昌作   | 平成28年3月24日  | 平成30年3月26日  |      |
| 55 | 朽木信哉   | 平成30年3月26日  | 平成31年4月30日  |      |
| 56 | 倉重徹     | 令和元年5月15日  | 令和2年6月9日    |      |
| 57 | 紫垣正仁   | 令和2年6月9日    | 令和3年6月7日    |      |
| 58 | 原口亮志   | 令和3年6月7日    | 現職             |      |

## 沿革
2015年
- 4月12日 - 熊本市議会議員選挙実施。2011年の選挙までは基本的には熊本市全体が定数48の1選挙区として扱われていたが[5]、政令指定都市への移行による行政区の設置により、この年の選挙から5選挙区へ再編された。南区選挙区（定数8）では、最後の1議席で田辺正信と田中誠一が同数となり、くじ引きで田辺が当選した[6]。
- 11月27日 - 北口和皇に対する辞職勧告。熊本市食肉センター廃止に関する調印式で、関係者の1人が欠席したことに腹を立て、大声を出して調印式を中止させた「業務妨害」により、熊本市議会は、北口和皇に対し辞職勧告決議を全会一致で可決。

2016年
- 10月28日 - 熊本市政治倫理審査会より北口和皇に対し辞職勧告。
- 12月5日 - 熊本市議会は市に不当な要求を繰り返し「業務妨害」をしたとして、北口和皇に2回目の辞職勧告決議を全会一致で可決。
- 12月5日 - 熊本市議会で意見書第16号　北口和皇の議員辞職勧告に関する決議について可決。
- 12月20日 - 熊本市議会に北口和皇の不当要求行為等に関する調査特別委員会設置。（～計12回）

2017年
- 11月22日 - 緒方夕佳が生後7か月の長男を連れて本会議場に入った際、事務局職員や議長らが退席を求めた。緒方は「同様の境遇にある市民の代弁者である」として本会議の開会を求めた。しかし、乳幼児がいる状態で本会議を再開できないとして、議長らは「一旦議場を出て、話をしよう」と緒方を促した。議長室にて、議長より「これから議員活動と子育ての両立について話し合っていく」と約束されたため、緒方は長男を友人に預け本会議に出席した。この対応により定例会の開会が40分遅れた[7][8]。この日の本会議にかかる時間は15分間程と予定されていた。議会事務局は、７ヶ月の長男を傍聴人とみなしたため緒方夕佳が「傍聴人は議場に入ってはならない」という「熊本市議会傍聴規則」に反したと説明した。市議会議会運営委員会は11月29日、「開会を遅らせたことは重大な問題」として、議長名で緒方夕佳に文書で厳重注意した[9]。
- 12月12日 - 北口和皇に対し、辞職勧告決議案を可決。

2018年
- 3月26日 - 北口和皇兼業禁止規定に抵触し「議員資格を有しない」と全会一致、北口和皇議員失職。
- 7月11日 - 県は有識者でつくる自治紛争処理委員会の結論を踏まえ、県が裁決。北口和皇復職。
- 7月12日 - 大西熊本市長は復職した北口和皇に自発的辞職を求める。
- 9月28日 - 緒方夕佳が本会議中にのど飴を口に含んで登壇した事が指摘され、緒方夕佳は「咳込んで質疑を中断するのを防ぐためだった」として議会運営委員会にて懲罰動議が出された[10]。

2019年
- 5月15日 - 緒方夕佳がそれまで「和の会くまもと」としていた会派名を「緒方ゆうか」とする会派届けを提出したことに対して、他の会派は反発し議長に対して緒方に、常識の範囲内で決めるべきだとして再考を要請するよう要求、緒方が会派名を譲らなかったため、再提出されるまでの間会派名を空欄とする異例の事態となった[11]。

2020年
- 3月 - 当時最大会派であった自民党市議団が政策の不一致から熊本自民党市議団と自民党市議団に分裂。「自民」の名が入った二つの会派が共存することになった[12]。

## 出身者

### 国会議員
- 打出信行
- 北口龍徳
- 瀬野栄次郎
- 馬場成志
- 本田良一
- 松野明美

### その他
- 北口和皇
- 澤田治男
- たつみや章（秋月こお）
- 八浪知行